# Ferenc Gillemot
Ferenc Gillemot (ur. 11 września 1875 w Budapeszcie, zm. 9 listopada 1916) – węgierski trener piłkarski.
Od 12 października 1902 do 2 czerwca 1904 był pierwszym w historii selekcjonerem reprezentacji Węgier. Pierwszy mecz pod jego wodzą reprezentacja rozegrała 12 października 1902 w Wiedniu przeciwko Austrii i przegrała go 0:5, a ostatni 2 czerwca 1904 w Budapeszcie również z Austrią, wygrywając go 3:0. Gillemot poprowadził kadrę łącznie w 5 meczach, z czego wygrał 3 i przegrał 2.